# Andrea Mascagni

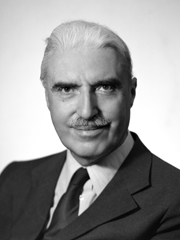
Andrea Mascagni (1970er Jahre)

Andrea Mascagni (* 7. August 1917 in San Miniato; † 8. Februar 2004 in Trient) war ein italienischer Musiker und Politiker.

## Leben
Andrea Mascagni war der Sohn des Komponisten und Dirigenten Mario Mascagni, des Cousins von Pietro Mascagni.
1939 schloss er sein Kompositionsstudium am Civico liceo musicale „Gioachino Rossini“ in Bozen ab, an dem sein Vater Direktor war. Ein Jahr darauf schloss er auch sein Chemiestudium an der Universität Bologna ab. Ende 1942 schloss er sich der Kommunistischen Partei Italiens (PCI) an. Unter dem Namen „Kommandant Fausto Corsi“ beteiligte er sich an den Partisanenkämpfen gegen den italienischen Faschismus und die nationalsozialistischen Kräfte in den Tälern von Trentino-Südtirol im Rahmen der sogenannten „Resistenza“ und wurde Mitglied des Comitato di Liberazione Nazionale (CLN) in Bozen und Trient, 1944 dann Präsident der PCI, weshalb er von den deutschen Truppen gesucht wurde, die allerdings irrtümlich seinen Vater festnahmen.
Nach dem Zweiten Weltkrieg wurde Mascagni Direktor und Lehrer des Konservatoriums „Claudio Monteverdi“ Bozen, das aus dem Civico liceo musicale „Gioachino Rossini“ seines Vaters hervorgegangen war, und war Mitbegründer des Haydn-Orchesters von Bozen und Trient. Von 1948 bis 1965 wurde er fünfmal in Folge in den Stadtrat von Bozen gewählt. Von 1976 bis 1987 saß er für die den Wahlbezirk Trentino-Südtirol im Senato della Repubblica (VII.–IX. Legislaturperiode). Mascagni war auch Präsident des Zentrums für Musikerziehung und Musiksoziologie der Universität Trient und Vizepräsident der Musikergewerkschaft im italienischen Gewerkschaftsbund CGIL.
Er war verheiratet mit Nella Lilli Mascagni (1921–2009), die ebenfalls in der Resistenza-Bewegung aktiv war und deswegen jeweils 1944 sowie 1945 inhaftiert wurde. Aus der Beziehung gingen die Töchter Andreina und Lorenza hervor.

## Auszeichnungen
- 2003: Goldenes Stadtsiegel „Aquila di San Venceslao“ der Stadt Trient[1]